# Lizines
Lizines ist eine französische Gemeinde im Département Seine-et-Marne in der Île-de-France und gehört zum Kanton Provins im gleichnamigen Arrondissement.
Sie entstand 1874, indem die bisherige Gemeinde Lizines-Sognolles in Sognolles-en-Montois und Lizines aufgeteilt wurde.

## Nachbargemeinden
Lizines grenzt im Norden an Maison-Rouge, im Osten an Saint-Loup-de-Naud, im Südosten an Savins und im Süden und im Westen an Sognolles-en-Montois. Die Bewohner nennen sich Lizinois. Die Ortschaft hat einen galloromanischen Ursprung.

## Bevölkerungsentwicklung
| Jahr      | 1962 | 1968 | 1975 | 1982 | 1990 | 1999 | 2008 | 2014 |
| --------- | ---- | ---- | ---- | ---- | ---- | ---- | ---- | ---- |
| Einwohner | 118  | 97   | 97   | 142  | 139  | 155  | 165  | 186  |

## Sehenswürdigkeiten
- Kirche Saint-Georges, Monument historique

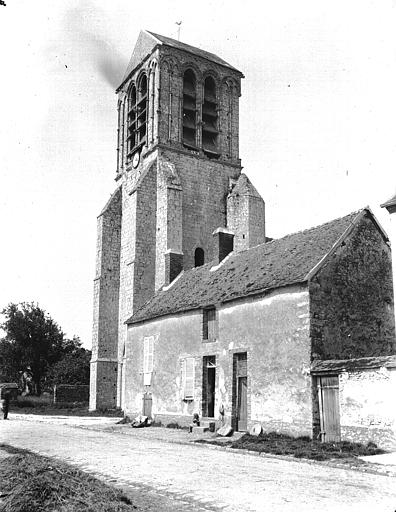
Kirche Saint-Georges